# Renata Salvestrini
Renata Salvestrini (Capodistria, 25 luglio 1969) è un'ex cestista italiana.

## Carriera
Con l'Italia ha disputato due edizioni dei Campionati del mondo (1990, 1994) e i Campionati europei del 1989.